# 成田忍
成田 忍（なりた しのぶ、1957年3月11日- ）は、日本のミュージシャン、音楽プロデューサー、作曲家、編曲家。京都府出身。

## 来歴
1981年、菅沼孝三や横川理彦らとともにフュージョンバンド「99.99」（フォーナイン）で音楽活動を開始 。
1982年10月、横川と小西健司、中垣和也の4人でエレクトロ・ユニット「4-D」を結成。「4-D mode1」を中心に、「4-D mode0」「4-D mode2」などの別ユニットも作り、関西のライブハウスを中心に活動。自主制作ソノシートを無料配布し、ジャケットは1枚1枚メンバーが手作りするなどユニークな活動を行う。1985年には「4-D mode1」名義で、テレグラフ・レコードから1枚目のアルバム『A Style of Building』をリリース。ジャケットは色違いが何バージョンかあり、カードケースのようなプラスチックのケースにストライプが印刷され、ケースをずらすことで中に封入された歌詞カードの柄が変わって見えるという非常に凝ったものであった。
また1985年からは、テクノポップバンド「URBAN DANCE」（アーバン・ダンス）のメンバーとして活動し、細野晴臣が主催するレーベルノン・スタンダードの第1弾として、高橋幸宏のプロデュースによる1枚目のアルバム『Urban Dance』でメジャーデビューを果たす。翌1986年には2枚目のアルバム『2 1/2 (two half) 』をリリース。実際にはビートの効いたエレクトロニック・ロック色が強いサウンドで、テクノポップとはいえYMOとは似ていなかったが、キャッチフレーズは「ポストYMO」であった。
遊佐未森やD'ERLANGERを始めとして、プロデューサーや作曲・編曲家として数多くのアーティストを手掛けるとともに、ギタリストとして布袋寅泰のツアーなどに帯同している。インディーズレーベル「SLAPP HAPPY RECORDS」を主宰。2015年からは「UD-ZERO」の名義で活動している。
妻はD-DAYのボーカリストで歌手・声優の川喜多美子（かわきた よしこ）。大沢事務所所属。結婚後に夫婦でD-DAYを再結成し、2007年に『Heavenly Blue』、2014年に『MICO'S KITCHEN』などのアルバムを発表している。
また2004年には、成田と小西健司、横川理彦の3人で4-D mode1を再始動。2008年からはアルバムもリリースし、ゲストに平沢進、川喜多美子などが参加している。

## ディスコグラフィ
シングル
- 「Ceramic Love」（ソノシート、名義は「SINOBU」）[1][4]
1987年発売
- Rewind C/W Mayonaka No Parade (UD-Zero) [Future Mix]（UD-ZERO名義）
2015年発売

アルバム
- 『GERMINATION』
- 『Wish in blue』
ともに1994年発売
- 『CHAINED 1994』
2015年11月1日発売 品番UDZ-101 Multiple Konnektionレーベル
『GERMINATION』『Wish in blue』を再構成し、新曲を追加したもの

## プロデュースした人物・グループ
- アーバンギャルド
「くちびるデモクラシー」の編曲を担当[5]。
- Cocco
「寓話」「遺書。」の作曲、「晴れすぎた空」「Sweet Berry Kiss」の作曲・編曲を担当。
- D'espairsRay
「FORBIDDEN」「アベルとカイン」「CLOSER TO IDEAL」などの編曲を担当。
- D'ERLANGER
菅原弘明と共同である「DAHLIA」の名義で[1]、アルバム『BASILISK』のプロデュースを始め、自身初となるバンドの総合プロデュースを担当[6]。
- 中野風女シスターズ
デビューシングル「Honey Bee〜」と「バレンタインデイ〜わたし恋してる〜」の編曲を担当。
- Pierrot
デビューアルバム『FINALE』の編曲・プロデュースを担当
- 腐男塾
1枚目のシングル「男坂」から5枚目のシングル「同じ時代に生まれた若者たち」までの編曲を担当（カップリング曲も含む）。
- 風男塾
6枚目のシングル「Love Spider」から13枚目のシングル「BE HERO」までの編曲と21枚目のシングル「ツバメ」、「Excuse You！」の編曲を担当 (シングルはカップリングも編曲を担当)
- Plastic Tree
アルバム『Parade』『Cut 〜Early Songs Best Selection〜』などの編曲を担当。
- BORIS
バンドプロデュースを担当[6]
- 遊佐未森
アルバム『瞳水晶』をプロデュース。
- 薬師丸ひろ子
アルバム『PRIMAVERA』の編曲を担当。
- 茂木ミユキ
シングル「洪水」のカップリング曲「Engagement」の作曲・編曲。以降、数々の作品をプロデュース。